# تالار اپرای کپنهاگ
تالار اپرای کپنهاگ (انگلیسی: Copenhagen Opera House) («اپرا» در دانمارک معمولاً Operaen نامیده می‌شود)، تالار اپرای ملی دانمارک از مدرن‌ترین و گران‌ترین ومجلل‌ترین تالارهای اپرا در جهان است؛ که ساخت آن بیش از ۴۴۲ میلیون دلار هزینه داشته‌است. این اپرا در جزیره هولمن در مرکز کپنهاگ واقع شده‌است.

## تاریخچه
بنیاد آرنولد پیتر مولر و چستن مک کینی مولر تالار اپرا را در اوت سال ۲۰۰۰ به کشور دانمارک اهدا کرد (آرنولد پیتر مولر یکی از بنیانگذاران شرکت است که در حال حاضر به نام مرسک شناخته می‌شود). برخی از سیاستمداران از کمک‌های خصوصی ناراضی بودند، زیرا هزینه کامل پروژه مشمول کسر مالیات می‌شود، در نتیجه عملاً دولت را مجبور به خرید ساختمان می‌کند؛ اما پارلمان و دولت آن را در پاییز سال ۲۰۰۰ پذیرفتند. معمار آن لارسن، مهندسین رامبول (Ramboll) و بورو هاپولد (Buro Happold) و مشاور تئاتر نقشه این ساختمان را طراحی کردند. آکوستیک آن توسط شرکت آکوستیک آروپ (Arup Acoustics) و اسپیرس (Speirs) و شرکاء طراحی شدند که نورپردازی معماری را طراحی کردند. ساخت آن در ژوئن ۲۰۰۱ آغاز شد و در ۱ اکتبر ۲۰۰۴ به پایان رسید. در ۱۵ ژانویه ۲۰۰۵ در حضور of مک کینی مولر، نخست‌وزیر دانمارک، آندرس فوگ راسموسن، و ملکه مارگارت دوم افتتاح شد.

## مکان

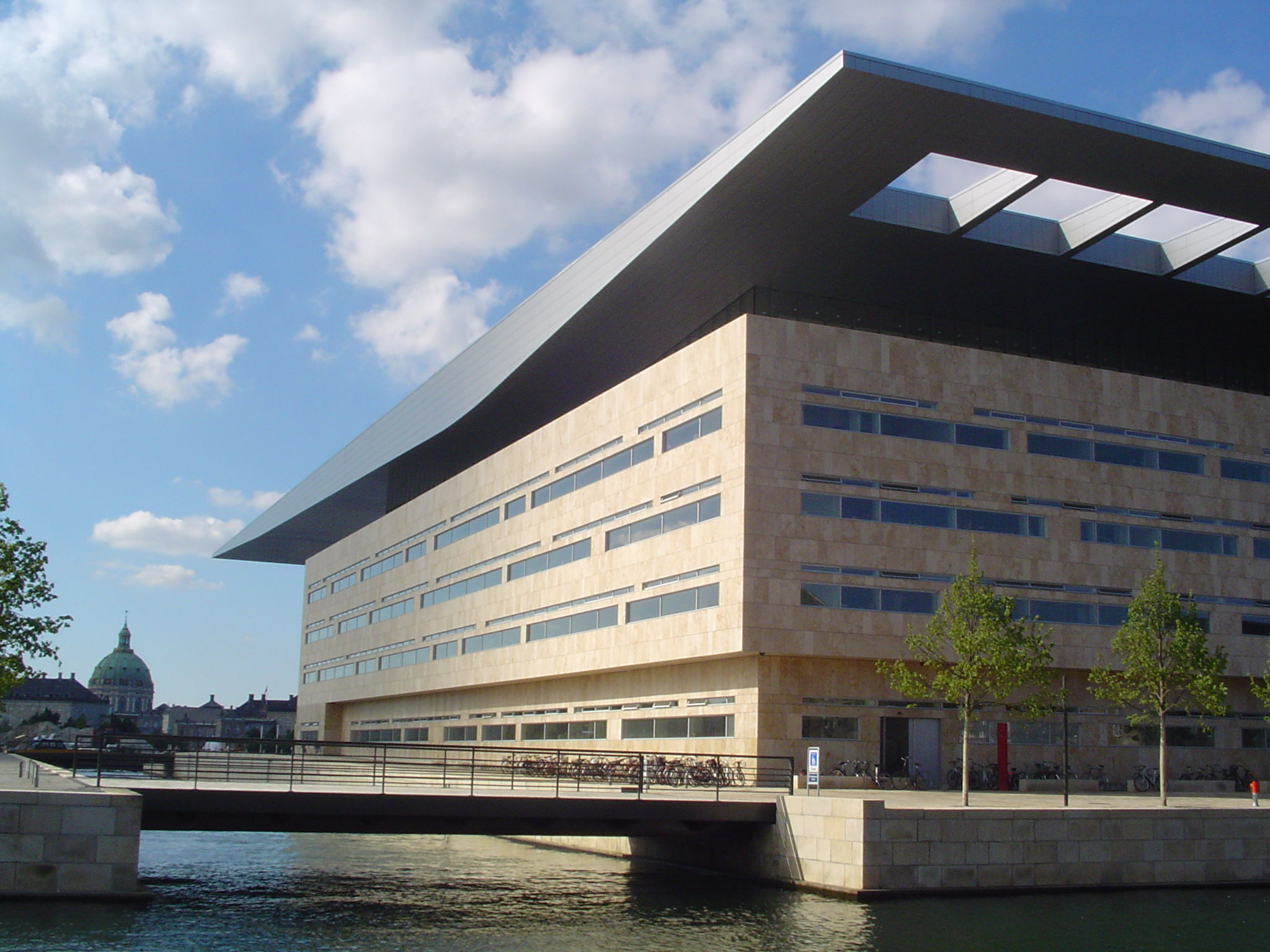
تالار اپرا که در شمال آن، املینبورگ و گنبد کلیسای سنگ مرمر دیده می‌شود.

تالار اپرا در کپنهاگ درست روبروی دژ املینبورگ در کرانه بندر قرار گرفته و هم‌تراز با آملینبورگ و کلیسای سنگ مرمر ساخته شده‌است؛ به‌طوری‌که اگر کسی در ورودی اصلی اپرا حضور داشته‌باشد، می‌تواند کلیسای مرمری را در امتداد جاده آملینبورگ ببیند.
قسمت ویژه‌ای از این جزیره که اپرا ساخته شده‌است داکوئن نام دارد که به معنای جزیره داک (Dock) است.

## نگارخانه

نمونه گالری
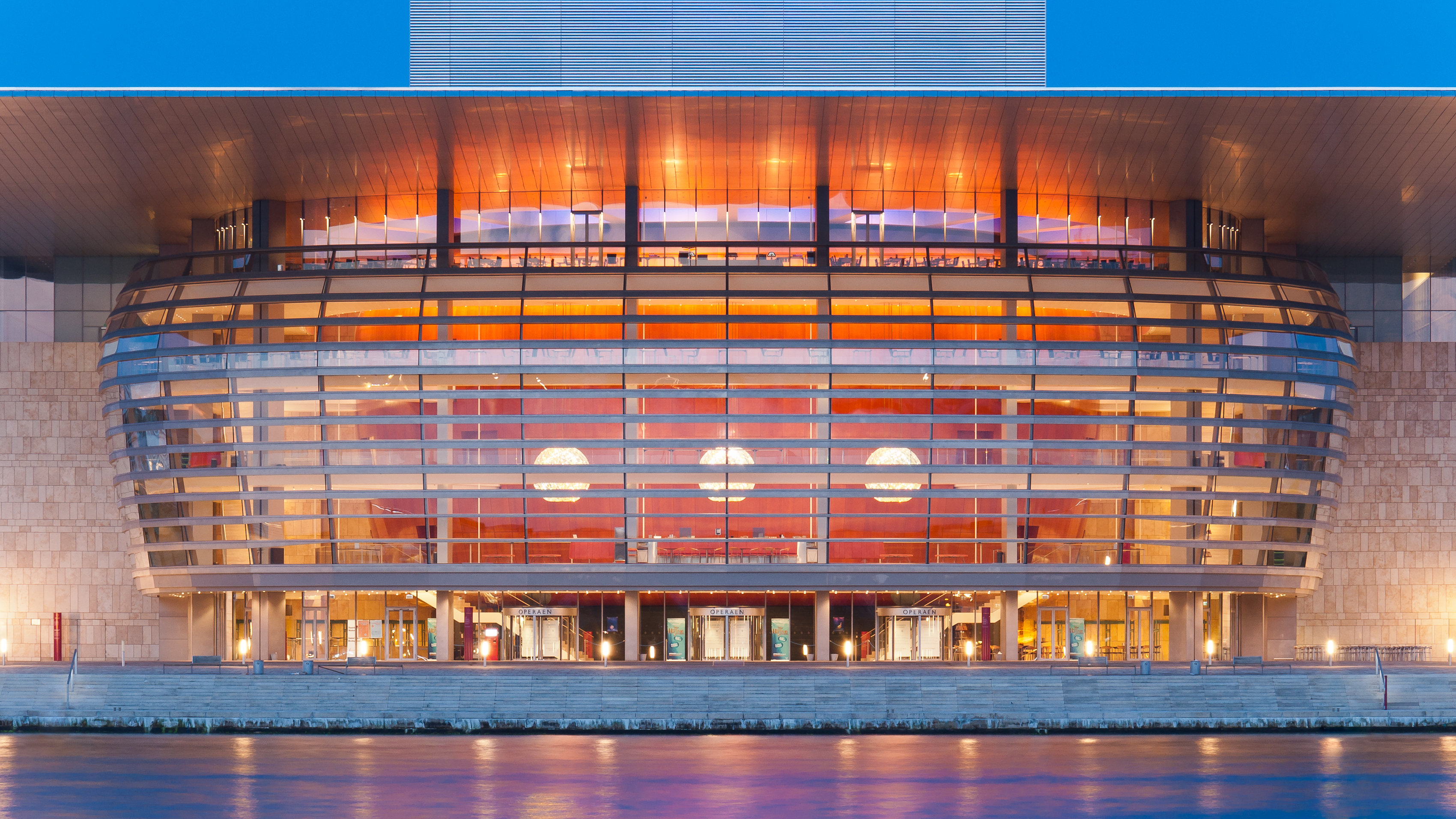
نمای جلوی اپرا
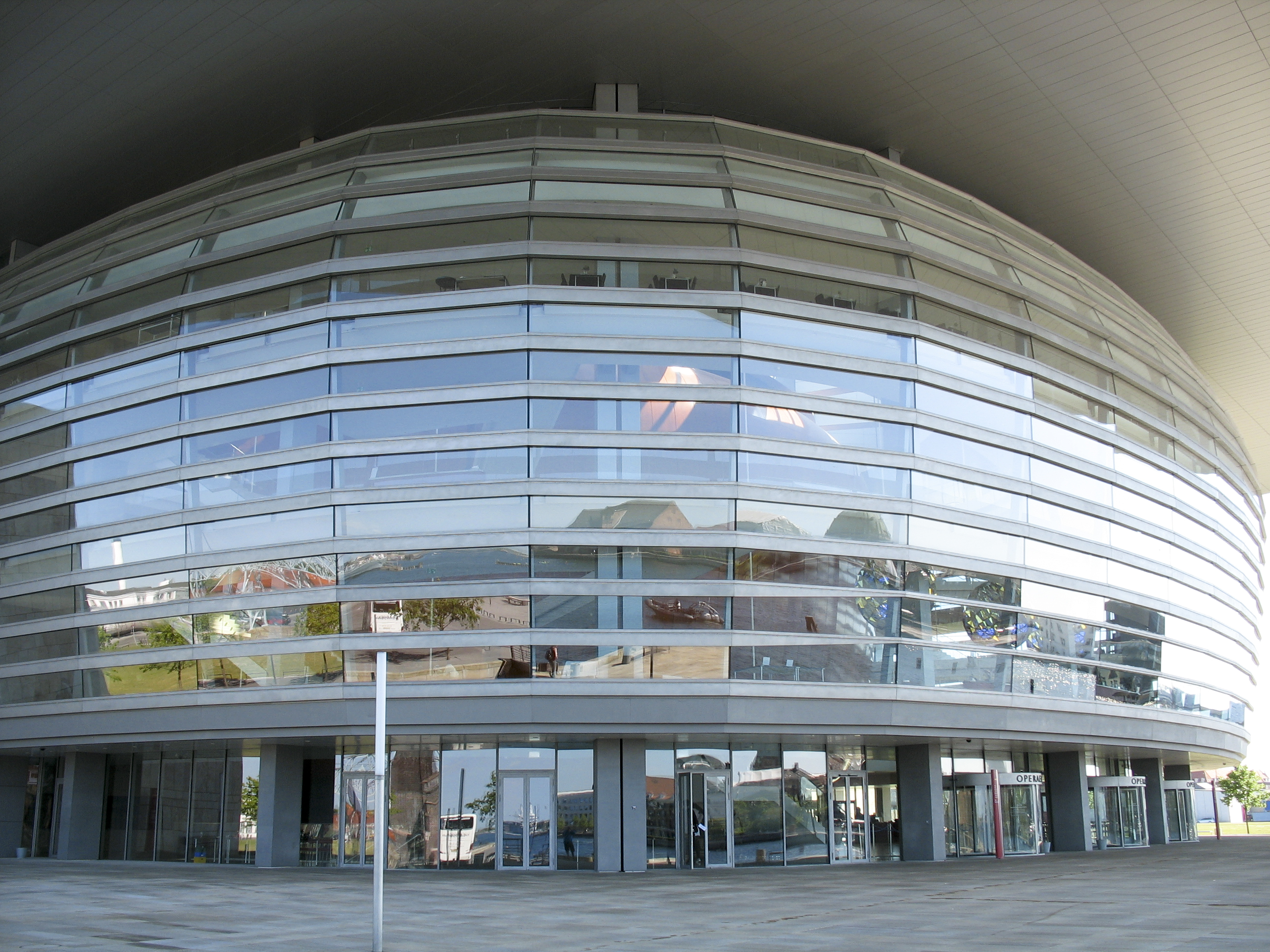
ورودی اپرا
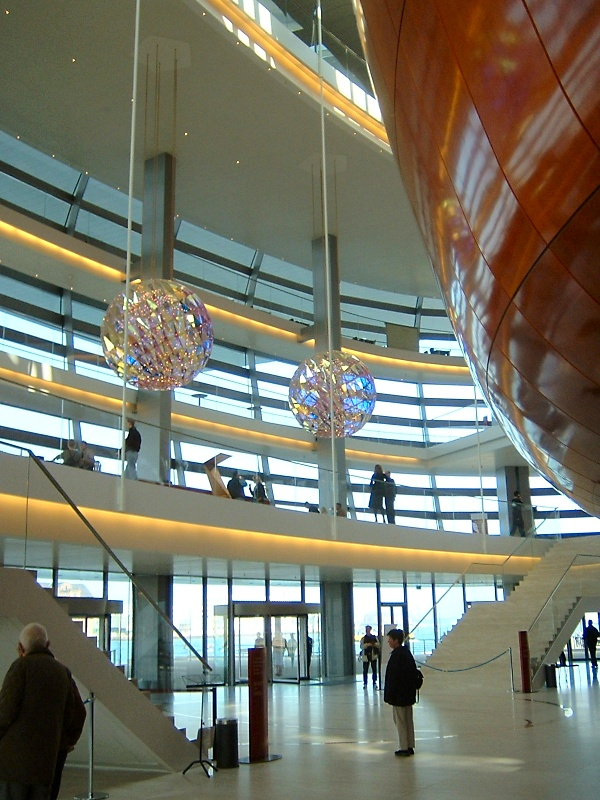
سرسرا